# Управління якістю
Управлі́ння я́кістю — скоординована діяльність, яка полягає у спрямуванні та контролюванні організації щодо якості.

## Напрями управління якістю
Спрямування та контролювання щодо якості звичайно охоплює 
- розроблення політики в сфері якості і цілей у сфері якості,
- планування якості,
- контроль якості,
- забезпечення якості і поліпшення якості.

В міжнародному стандарті з термінології (ISO 9000) виділені два аспекти управління якістю: «загальне» управління якістю (quality management) і управління якістю як оперативна діяльність (quality control).

## Аспекти управління якістю
Управління якістю - аспекти виконання функції управління, які визначають політику, цілі та відповідальність у сфері якості, а також здійснюють їх за допомогою таких засобів, як планування якості, оперативне управління якістю, забезпечення якості та поліпшення якості в рамках системи якості.
- Загальні аспекти:
  - планування на рівні вищого керівництва;
  - систематизація і документальне оформлення діяльності у вигляді методик, протоколів, інструкцій та ін;
  - залучення всіх виробничих ресурсів і всього персоналу;
  - широке використання стандартизації, у тому числі і міжнародних стандартів, в управлінні якістю;
  - регулярні перевірки, вивчення зворотного зв'язку і коректування дій;
  - безперервне навчання персоналу прийомів і методів управління якістю.
- Технічні аспекти:
  - використання у виробництві останніх світових стандартів або стандартів, що перевищують рівень світових;
  - контроль продукції на кожному етапі в процесі виробництва з використанням необхідних засобів контролю;
  - діагностика обладнання;
  - забезпечення керованості всіма процесами і простежування кожної одиниці продукції;
  - регулярний перегляд технологій.
- Економічні аспекти:
  - управління економікою якості;
  - планування капіталовкладень в якість (витрати на функціонування системи якості, навчання персоналу, вивчення ринку, контроль, діагностику, переоснащення виробництва, залучення незалежних експертів, особисті премії персоналу та ін.)
- Управлінські аспекти:
  - визначення політики у сфері якості та конкретний розподіл обов'язків і повноважень кожного співробітника;
  - розробка формалізованої методології управління якістю з використанням різних методів і прийомів управління якістю та контроль виконання методик;
  - планування необхідного кошторису капіталовкладень в якість у річному бюджетному плані;
  - орієнтація виробництва на використання останніх науково-технічних розробок і вимог;
  - контроль за виконанням норм екології і безпеки праці.

## Комплексне керування якістю
Комплексне керування якістю — програми, спрямовані на безупинне поліпшення якості товарів, обслуговування і маркетингової діяльності.
Фундаментальні принципи комплексного управління якістю:
- якість продукції — це не специфічна відокремлена функція тільки технічних і спеціальних підрозділів, а різнобічний процес, що охоплює всі підрозділи компанії, а також її споживачів та постачальників, це спосіб управління організацією;
- підвищення якості має забезпечуватися на етапах маркетингу, проектно-конструкторських робіт, виробництва й технічного обслуговування виробів;
- постійне поліпшення якості потребує застосування нових технологій;
- належної якості можна домогтися тільки тоді, коли створено чітко орієнтовану на споживача систему управління якістю.

## Методи статистичного контролю та управління якістю
Науковою основою сучасного технічного контролю є математико-статистичні методи. Управління якістю продукції може забезпечуватися двома методами: за допомогою розбраковки виробів і шляхом підвищення технологічної точності.
Здавна методи контролю зводилися, як правило, до аналізу браку шляхом суцільної перевірки виробів на виході. При масовому виробництві такий контроль дуже дорогий: контрольний апарат повинен в п'ять - шість разів перевищувати кількість виробничих робітників, і навіть при цьому немає повної гарантії від бракованої продукції. Тому від суцільного контролю переходять до вибіркового із застосуванням статистичних методів обробки результатів.
Один з основоположників застосування статистичних методів при серійному виробництві американський фахівець В. А. Шухарт писав: «Протягом тривалого часу ефективність статистики буде залежати в меншій мірі від існування загону статистиків, що мають чудову підготовку, ніж від підготовки всього покоління, вихованого в дусі статистики, з фізиками, хіміками, інженерами та багатьма іншими фахівцями, які відповідатимуть в тій чи іншій мірі за підготовку та управління новими процесами виробництва ".
Коли йдеться про широке застосування статистичних методів, розглядати слід тільки ті з них, які зрозумілі і які можуть легко застосовуватися не статистиками. Японські фахівці вибрали з усієї безлічі сім методів. Їх заслуга полягає в тому, що вони забезпечили простоту, наочність, візуалізацію цих методів, перетворивши їх фактично в ефективні інструменти контролю якості:
•Контрольний листок - інструмент для збору даних і їх автоматичного упорядкування для полегшення подальшого використання зібраної інформації;
• Стратифікація (розшарування) - інструмент, що дозволяє зробити селекцію даних у відповідності з різними факторами. Цей метод, заснований тільки на достовірних даних, застосовується для отримання коректної інформації, виявлення причинно-наслідкових зв'язків.
• Гістограма - інструмент, що дозволяє візуально оцінити розподіл статистичних даних, згрупованих за частотою попадання даних у певні (заздалегідь задані) інтервали.
• Аналіз Парето - інструмент, що дозволяє об'єктивно представити і виявити основні фактори, що впливають на досліджувану проблему, і розподілити зусилля для її вирішення.
• Причинно-наслідкова діаграма Ісікави - інструмент, який дозволяє виявити найістотніші фактори (причини), що впливають на кінцевий результат (наслідки);
• Діаграма розкиду - інструмент, що дозволяє визначити вид і тісноту зв'язку двох розглянутих параметрів процесу;
• Контрольна карта - інструмент, що дозволяє відслідковувати хід протікання процесу і впливати на нього (за допомогою відповідної зворотного зв'язку) попереджаючи його відхилення від висунутих до процесу вимог.
Ці методи можна розглядати і як окремі інструменти, і як систему методів. Послідовність застосування семи методів може бути різною залежно від поставленої мети.
Відомий японський фахівець в області якості професор К. Ісікава говорив: «Ґрунтуючись на досвіді своєї діяльності, можу сказати, що 95% всіх проблем фірми можуть бути вирішені за допомогою цих семи прийомів ". Тому статистичні методи - це той засіб, який необхідно вивчати, щоб впровадити управління якістю. Вони - найважливіша складова комплексної системи контролю загального управління якістю.

## Підвищення якості за допомогою нововведень
Системи управління якістю являють собою органічне поєднання економічних, правових та інших факторів, що впливають на якість. За допомогою нововведень (інновацій) можна не тільки уникнути консерватизму і застою в розвитку комплексного підходу до якості, а й свідомо і впевнено рухатися далі. У системах якості нововведення поділяються на дві групи:
• функціональні
• системні
До функціональних відносяться нововведення, що зачіпають завдання однієї з функцій управління якістю і не потребують структурних змін системи. В крайньому випадку, необхідність у структурних змінах настільки незначна, що їх можна не проводити. 
До системних відносяться нововведення, які зачіпають не одну, а кілька функцій управління якістю і викликають необхідність внесення змін до змісту елементів системи. Системні нововведення можуть стосуватися однієї функції, але за масштабами впливу впливають на інші функції, що призводить до необхідності внесення в них змін. Наприклад, при виготовленні запасних частин для обладнання нафтових і газових промислів можливий перехід від відрядної форми оплати праці до погодинної або погодинно - преміальної. Відомо, що відрядна оплата праці у багатьох випадках негативно впливає на якість виготовлення і в певний момент часу, коли якість починає опускатися нижче допустимоє межі. Виникає необхідність від цієї системи відмовитися і перейти до погодинної або змішаної оплати праці. Таке нововведення входить до складу функції управління якістю - матеріального стимулювання поліпшення якості. Зміна форми оплати праці торкнеться інших функцій - технологічної підготовки виробництва, контроль якості, а за масштабами дії вплине на дуже велику групу учасників процесу забезпечення якості.
За допомогою класифікації нововведень нам легше визначити адресність у реалізації нововведень. Функцію нововведення здійснює підрозділ апарату управління - технічні, технологічні служби, відділи кадрів і оплати праці, відповідальні за реалізацію тих чи інших завдань управління якістю.
Системні нововведення проводяться керівництвом, адміністрацією більш високого рівня, ніж функціональні органи управління. Це пояснюється необхідністю координації внесення змін (одночасно або в певній послідовності) у діяльність різних служб підрозділів. 
Для визначення порядку дії із системними і функціональними нововведеннями надзвичайно важливо оцінювати їхні наслідки і ступінь впливу на якість. Тому точні відомості одержати дуже складно, доводиться покладатися на думку авторитетних фахівців, експертів, працівників підприємства, що здійснюють розробку та впровадження нововведень у діяльність по поліпшенню якості.
В.Е.Демінг, відомий американський фахівець і вчений в галузі статистичних методів аналізу різних способів поліпшення якості вважає, що системні нововведення більш ефективні як за масштабом впливу на якість, так і за величи-ною економічних результатів по поліпшення якості.
Аналіз всього нового і вироблення на цій основі відповідних рекомендацій в інтересах поліпшення якості може бути й особливою функцією органів, служб управління якістю. У число службових обов'язків нових сучасних керівників тепер повинні включатися такі функції як:
1. Організація і керівництво розробкою, впровадженням та вдосконаленням систем якості.
2. Організація сертифікації систем якості.
3. Контроль стану та ефективності системи.
4. Контроль реалізації плану розробки і впровадження нововведень у систему якості.